# Objectes artificials sobre Venus
La següent taula es una llista parcial d'objectes artificials sobre Venus.
Aquesta llista no onclou objectes petits com paracaigudes o escuts tèrmics.

## Llista d'objectes artificials sobre Venus

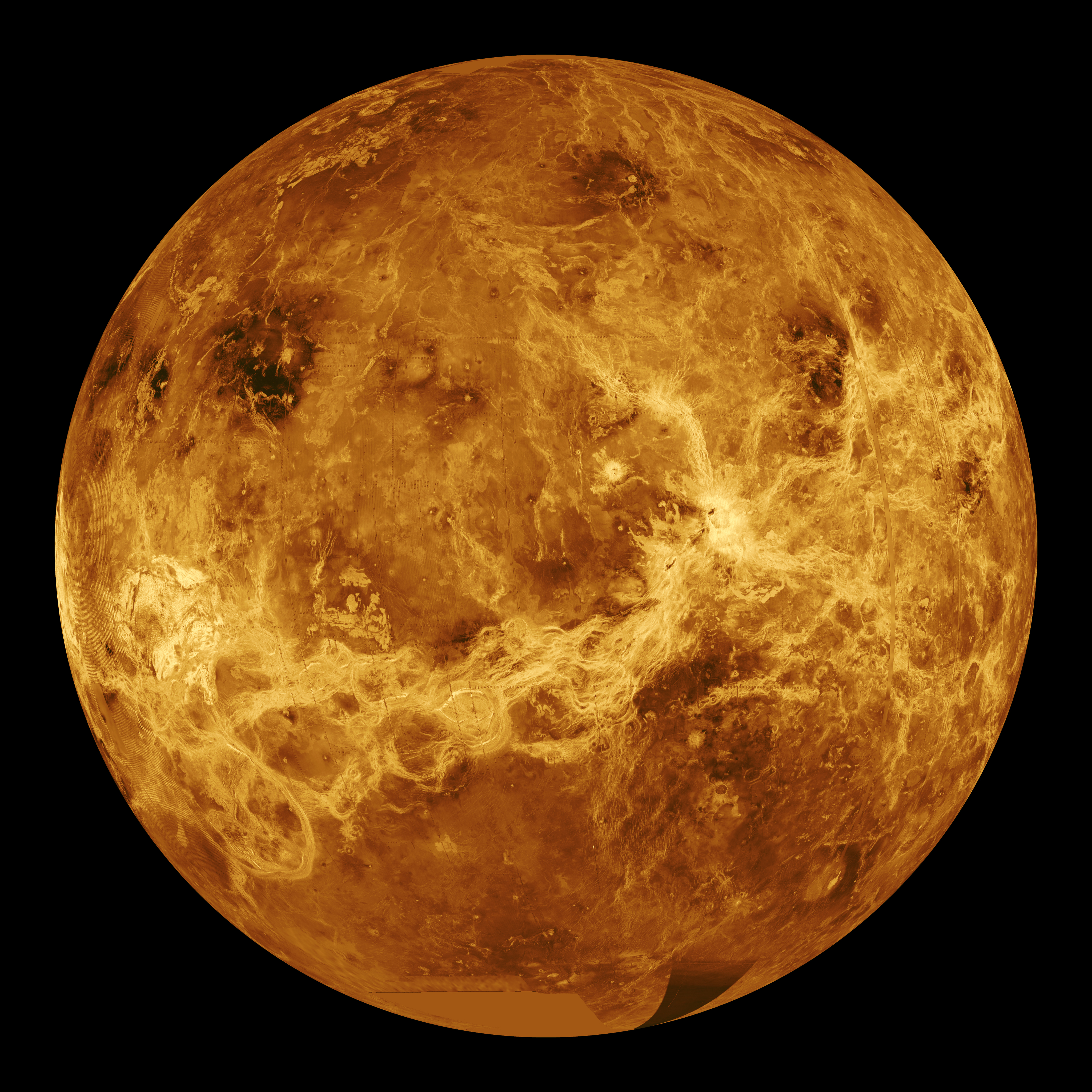
Imatge del radar de la sonda Magellan de la superfície de Venus

| Objecte artificial                             | Imatge                    | Operador                  | Any d'aterratge           | Massa (kg) | Localització                               |
| Venera 3                                       |                           | URSS                      | 1966                      | 958        | 20° N, 80° E / 20°N,80°E                   |
| Càpsula de la Venera 4                         |                           | URSS                      | 1967                      | 1104       | 19° N, 38° E / 19°N,38°E                   |
| Càpsula de la Venera 5                         |                           | URSS                      | 1969                      | 1128       | 3° S, 18° E / 3°S,18°E                     |
| Càpsula de la Venera 6                         |                           | URSS                      | 1969                      | 1128       | 5° S, 23° E / 5°S,23°E                     |
| Càpsula de la Venera 7                         |                           | URSS                      | 1970                      | 1180       | 5° S, 351° E / 5°S,351°E                   |
| Càpsula de la Venera 8                         |                           | URSS                      | 1972                      | 1180       | 10° S, 335° E / 10°S,335°E                 |
| Aterrador de la Venera 9                       |                           | URSS                      | 1975                      | 2015       | 32° N, 291° E / 32°N,291°E                 |
| Aterrador de la Venera 10                      |                           | URSS                      | 1975                      | 2015       | 16° N, 291° E / 16°N,291°E                 |
| Bus (suport transportador) de la Pioneer Venus |                           | Estats Units              | 1978                      | 290        | 37° 09′ S, 290° 09′ E / 37.150°S,290.150°E |
| Pioneer Venus Large Probe                      |                           | Estats Units              | 1978                      | 300        | 04° 04′ N, 304° 00′ E / 4.067°N,304.000°E  |
| Pioneer Venus Small Probe North                |                           | Estats Units              | 1978                      | 90         | 59° 03′ N, 04° 08′ E / 59.050°N,4.133°E    |
| Pioneer Venus Small Probe Day                  |                           | Estats Units              | 1978                      | 90         | 31° 03′ S, 317° 00′ E / 31.050°S,317.000°E |
| Pioneer Venus Small Probe Night                |                           | Estats Units              | 1978                      | 90         | 28° 07′ S, 56° 07′ E / 28.117°S,56.117°E   |
| Aterrador de la Venera 11                      |                           | URSS                      | 1978                      | 2015       | 14° S, 299° E / 14°S,299°E                 |
| Aterrador de la Venera 12                      |                           | URSS                      | 1978                      | 2015       | 07° S, 294° E / 7°S,294°E                  |
| Aterrador de la Venera 13                      |                           | URSS                      | 1982                      | 2015       | 07° 05′ S, 303° 00′ E / 7.083°S,303.000°E  |
| Aterrador de la Venera 14                      |                           | URSS                      | 1982                      | 2015       | 13° 25′ S, 310° 00′ E / 13.417°S,310.000°E |
| Unitat de descens de la Vega 1                 |                           | URSS                      | 1985                      | 1500       | 07° 05′ N, 177° 07′ E / 7.083°N,177.117°E  |
| Globus de la Vega 1                            |                           | URSS                      | 1985                      | 6.9        | Desconeguda                                |
| Unitat de descens de la Vega 2                 |                           | URSS                      | 1985                      | 1500       | 08° 05′ S, 177° 07′ E / 8.083°S,177.117°E  |
| Globus de la Vega 2                            |                           | URSS                      | 1985                      | 6.9        | Desconeguda                                |
| Pioneer Venus Orbiter                          |                           | Estats Units              | 1992                      | 582        | Desconeguda                                |
| Magellan                                       |                           | Estats Units              | 1994                      | 1035       | Desconeguda                                |
| Venus Express                                  |                           | ESA                       | 2015                      | 670        | Desconeguda                                |
| Massa total estimada (kg)                      | Massa total estimada (kg) | Massa total estimada (kg) | Massa total estimada (kg) | 24,929     |                                            |